# Рябинка (Смоленская область)
Рябинка — деревня в Велижском районе Смоленской области России. Входит в состав Велижского городского поселения.
Расположена в северо-западной части области в 2 км к югу от Велижа, в 2 км юго-восточнее автодороги Р133 Смоленск — Невель. В 93 км южнее деревни расположена железнодорожная станция Рудня на линии Смоленск — Витебск.

## История
В годы Великой Отечественной войны деревня была оккупирована гитлеровскими войсками в июле 1941 года, освобождена в сентябре 1943 года.